# Martin Sitalsing
Martin Stanley Reza Sitalsing (Paramaribo, 11 januari 1962) is een Nederlandse politiefunctionaris van Surinaamse afkomst. Hij is sinds 1 juni 2023 politiechef van de Regionale Politie Eenheid Noord-Nederland in de rang van hoofdcommissaris.

## Biografie
In 1970 kwam het gezin met vier kinderen tijdelijk naar Nederland, maar ze zouden uiteindelijk niet meer terugkeren. Tijdens zijn middelbareschooltijd woonde hij in Zaandam. Na het atheneum ging hij werken op een accountantskantoor. Hij wilde eigenlijk liever bij de politie maar daar waren zijn ouders op tegen. Nadat in 1984 zijn moeder was overleden maakte hij alsnog die overstap. In 1985 ging Sitalsing in Amsterdam als agent werken bij de politie en enkele jaren later begon hij een opleiding bij de Nederlandse Politieacademie waarna hij als inspecteur terugkwam. Binnen de Amsterdamse politie was hij onder andere projectleider grootschalig optreden en waarnemend teamleider openbare orde. Rond 1996 werd hij teamchef Vreemdelingenpolitie en vanaf 1998 wijkteamchef van De Pijp.
Op 1 september 2000 maakte hij op verzoek van Bernard Welten de overstap naar de politieregio Groningen waar hij districtschef werd van Groningen en Haren. In opdracht van het ministerie van binnenlandse zaken werkte hij in 2004 enkele maanden in zijn geboorteland bij het Korps Politie Suriname. Tijdens die tijdelijke stationering maakte hij van de gelegenheid gebruik om onderzoek te doen in het kader van zijn doctoraal studie bestuurskunde aan de Vrije Universiteit Amsterdam. Per 1 april 2005 volgde zijn benoeming tot plaatsvervangend korpschef van de politieregio Friesland als opvolger van Frans Bakker die korpschef in Drenthe werd. Op 1 oktober 2009 werd Martin Sitalsing benoemd tot de korpschef van Twente. Daarmee was hij in Nederland de eerste allochtone korpschef.
Hij vervolgde zijn loopbaan door per 1 januari 2012 directeur-bestuurder te worden van het Bureau Jeugdzorg Groningen, dat in 2015 opging in Jeugdbescherming Noord. Per 1 maart 2016 werd hij voorzitter van de Raad van Bestuur van ggz-instelling Lentis en forensisch psychiatrisch centrum FPC Dr. S. van Mesdag. Van 1 oktober 2019 tot en met 31 mei 2023 was Sitalsing eenheidschef Midden-Nederland bij de Nationale Politie. Op 1 juni 2023 ging Sitalsing aan de slag als politiechef van de Regionale Eenheid Noord-Nederland. Hij volgde daarmee Gery Veldhuis op.

## Privé
Hij is een neef van journalist Sheila Sitalsing. Martin Sitalsing is de vader van Senna Sitalsing van het duo Anna en Senna dat Nederland heeft vertegenwoordigd op het Junior Eurovisiesongfestival 2010.